# Naissaare
Naissaare – dawna wieś w Estonii, w prowincji Harju, w gminie Viimsi. Obejmowała całą wyspę Naissaar. 
15 lipca 2011 roku Naissaare podzielono na trzy wsie: Lõunaküla, Tagaküla i Väikeheinamaa.  